# Revuelta del Arrabal
La Revuelta del Arrabal tuvo lugar en el arrabal de Saqunda de la ciudad de Córdoba, capital del Emirato independiente de Córdoba, en la primavera del año 818, coincidiendo con el ramadán, durante el gobierno del emir omeya Al-Hakam I. La revuelta pretendía expulsar a los Omeyas de la ciudad de Córdoba pero fracasó y fue duramente reprimida por el emir.

## Antecedentes
La ciudad de Córdoba fue convertida por los conquistadores musulmanes, que en 711 habían puesto fin al Reino visigodo de Toledo, en la nueva capital de su estado, lo que provocó un gran crecimiento de su población que pronto desbordó el recinto amurallado de la época romana. Así, crecieron varios arrabales entre los que destacó Saqunda, situado al otro lado del río Guadalquivir frente a la mezquita y al alcázar, y habitado por artesanos y comerciantes.
En el año 796, Al Hakam I sucedió a su padre Hisham I al frente del Emirato independiente de Córdoba. Algunas fuentes retratan a Al Hakam I como un déspota sanguinario ―ordenó crucificar a todos los implicados en una conspiración contra su gobierno― y, por otro lado, decretó el aumento de los impuestos lo que provocó rebeliones contra la autoridad de los Omeyas en algunas ciudades como Mérida y Toledo. También hubo muestras de descontento en la propia capital provocadas no solo por el aumento de las exacciones fiscales sino también por su conducta. Se le acusaba de impiedad y de estar más preocupado por el vino que por la plegaria. De hecho se produjeron algunos disturbios en los que a punto estuvo de perecer el prefecto de la ciudad y que se saldaron con la crucifixión cabeza abajo de uno de los agitadores.

## La revuelta
El motivo que disparó la revuelta fue un altercado entre un guardia del emir y un artesano en el que este resultó muerto. Los amotinados se dirigieron al puente sobre el Guadalquivir que unía la ciudad con el arrabal con el objetivo de tomar el alcázar. Consiguieron cruzarlo y atacaron la muralla concentrándose en la Puerta del Puente. Los soldados del emir acudieron a defender esa puerta pero pronto se vieron desbordados por la llegada de gentes del interior de la ciudad y de otros arrabales que se sumaron a la revuelta. Solo una hábil estratagema de un cadí al servicio del emir logró salvar la situación. Con un grupo de jinetes salió por otra puerta de la ciudad y se dirigió al arrabal de Saqunda vadeando el río aguas arriba. Sus hombres mataron a todos los que se encontraron a su paso y desde el arrabal se dirigieron al puente para cruzarlo y sorprender a los amotinados por la retaguardia. Cuando estos se dieron cuenta de la maniobra abandonaron el asedio del alcázar y regresaron a Saqunda. Allí durante varios día las tropas del emir se dedicaron al saqueo y a apresar a los rebeldes, hasta que Al-Hakam I concedió una tregua. Como ha señalado Eduardo Manzano Moreno, «el emir era consciente del grave peligro que había corrido. En el parte de victoria que ordenó redactar entonces se despachó contra los rebeldes tildándolos de depravados, canallas y esclavos que habían osado rebelarse contra su autoridad legítima».

## Consecuencias

Algunos de los exiliados del arrabal alcanzaron la isla de Creta y fundaron un Emirato que duró casi un siglo y medio.

La represión que ordenó Al-Hakam I fue feroz. El arrabal fue arrasado y se prohibió que se construyeran viviendas en el lugar. «El resultado de la revuelta de Arrabal fue un completo triunfo para al-Hakam. El emir impuso los nuevos tributos sobre la gente de la capital y de las kuras (provincias)».

### Emirato de Creta
Los habitantes de Saqunda que no habían muerto o no habían sido hechos prisioneros fueron obligados a abandonar Córdoba. Unos se marcharon a Toledo, otros emigraron al norte de África, asentándose la mayoría en un barrio de la recién fundada ciudad de Fez gracias al emir Idrís II. Algunos exiliados llegaron hasta Alejandría y tomaron el control de la ciudad hasta 828, cuando fueron expulsados por el general abasí Abdalah ibn Táhir, y decidieron instalarse en la isla de Creta y fundar el denominado Emirato de Creta, que plantó cara al Imperio bizantino durante casi 140 años.